# Danilo (1985–2016)
Marcos Danilo Padilha (ur. 31 lipca 1985 w Cianorte, zm. 29 listopada 2016 w La Ceja) – brazylijski piłkarz grający na pozycji bramkarza.

## Kariera piłkarska
Karierę sportową rozpoczął w miejscowym klubie piłkarskim w Cianorte. Następnie grał w zespołach w rodzinnym stanie Paraná (zwłaszcza Operário Ferroviário i Arapongas). W maju 2011 roku przeszedł do Londrina.
We wrześniu 2013 roku został wypożyczony do końca roku do klubu Chapecoense. W drużynie zadebiutował 23 listopada, a jego zespół zajął drugie miejsce w Serie B i awansował do Serie A po raz pierwszy w historii klubu. W styczniu 2014 roku dołączył do Chapecoense na stałe.

## Śmierć
29 listopada 2016 roku zmarł w szpitalu w wyniku obrażeń odniesionych podczas katastrofy samolotu LaMia Airlines 2933 poprzedniego dnia.

## Sukcesy i odznaczenia
- wicemistrz Série B: 2013
- mistrz Campeonato Catarinense: 2016